# Tordský edikt
Tordský edikt je právní předpis týkající se náboženské tolerance, jenž byl přijat sedmihradským sněmem z iniciativy knížete Jana Zikmunda Zápolského roku 1568 ve městě Torda.
Edikt patří k prvním pokusům o právní zakotvení náboženské svobody v novověké Evropě. Edikt dával právní záruky farnostem (sborům) a kazatelům z řad římských katolíků, luteránů, kalvinistů a unitářů; příslušníci ostatních vyznání (zejména pravoslavní, židé a muslimové) byli jen tolerováni.
Originál ediktu je uložen v Brukenthalově národním muzeu v Sibiu.